# Galeona

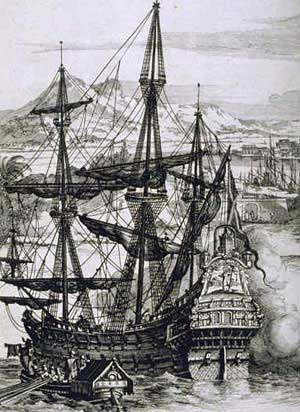
Kresba dobové galeony od Albrechta Dürera

Galeona byla obchodní nebo válečná plachetnice, která se používala v 16. až 18. století. Konstrukčně vycházela z karaky (karavely).
Galeona byla 40–70 metrů dlouhá a její šířka dosahovala 1/3 délky. Šlo o velké a těžké plavidlo s vysokými boky a velkou nosností. Nosnost dosahovala až 1 200 tun. Na rozdíl od karaky měla galeona záď tupě zakončenou do takzvaného zrcadla. Na přídi byla nižší palubní nástavba a novinkou byl dlouhý a silný kloun (galion) – odtud název galeona.
Galeona měla v počátcích čtyři stěžně, ale nejkratší zadní stěžeň se neosvědčil a bylo od jeho používání upuštěno. První dva stěžně byly třídílné a skládaly se z pně a dvou čnělek. Každý díl měl svou příčnou plachtu. Zadní stěžeň nesl latinskou plachtu a na předním dlouhém čelenu byla upevněna obdélníková blinda.
Jednou z nejznámějších je Golden Hind na níž Francis Drake obeplul v letech 1577–1580 zeměkouli.
Bitevní galeony sloužily od poloviny 17. století jako řadové lodě. Měly až 200 děl, k jejichž obsluze bylo potřeba několik set mužů. Další stovky vojáků byla schopna převážet. Děla byla umístěna na palubě, v podpalubí i na zadní nástavbě. Děla největšího kalibru byla umístěna kvůli stabilitě co nejblíže k hladině. Taková děla dokázala střílet koule o váze 10 až 15 kg do vzdálenosti maximálně 500 metrů.
V 16. a 17. století bylo na španělských Manilských galeonách převáženo zlato z Nového světa (z Ameriky). To bylo velikým lákadlem pro evropské bukanýry a piráty. Obrovské a neobratné galeony musely být doprovázeny menšími loděmi, např. fregatami, šalupami či galérami. Až v 18. století začaly být galeony nahrazovány většími a později i parními loděmi.[zdroj⁠?!]